# Новокраснянська сільська рада
| Новокраснянська сільська рада — колишній орган місцевого самоврядування у Кремінському районі Луганської області з адміністративним центром у с. Новокраснянка. Водоймища на території, підпорядкованій даній раді: річка Красна. Сільській раді підпорядковані населені пункти: - с. Новокраснянка - с. Пшеничне - с. Суровцівка |

## Склад ради
Рада складається з 16 депутатів та голови.

### Керівний склад ради
| ПІБ                               | Основні відомості                                                                       | Дата обрання | Дата звільнення |
| --------------------------------- | --------------------------------------------------------------------------------------- | ------------ | --------------- |
| Степаненко Сергій Ілліч           | Сільський голова, 1958 року народження, освіта, член Комуністичної партії України       | 26.03.2006   | 31.10.2010      |
| Чистоклетов Олександр Миколайович | Сільський голова, 1966 року народження, освіта середня спеціальна, член Партії регіонів | 31.10.2010   |                 |

Примітка: таблиця складена за даними джерела